# ギエドレ・シュレキーテ
ギエドレ・シュレキーテ（リトアニア語:Giedrė Šlekytė、1989年3月 - ）は、リトアニア出身の指揮者で、オペラを中心にヨーロッパで活躍している。2015年にザルツブルク音楽祭の若手指揮者賞の3人のうちの1人に選ばれた後、クラーゲンフルト市立劇場で2シーズン活動した。2021年には東京文化会館でモーツァルトの『魔笛』を指揮した。

## 経歴
シュレキーテは、数学者と歯科医の娘としてリトアニアのヴィリニュスに生まれた。姉と一緒に児童合唱団で歌っていた彼女は、指揮者から芸術に特化した学校を勧められた。彼女は、歌手、ダンサー、ジャーナリスト、そして最終的には指揮者になることを目指していた。ヴィリニュスの国立ミカロユス・コンスタンティナス・チュルリョーニス芸術学校で学んだ後、グラーツの音楽・美術大学のヨハネス・プリンツとマルティン・ジークハルトに師事。グラーツ国立音楽大学でヨハネス・プリンツとマルティン・シーガルトに、ライプツィヒ音楽大学でウルリヒ・ヴィントフールとマティアス・フォレムニーに師事。また、エラスムスプログラムの支援を受け、チューリッヒ芸術大学でヨハネス・シュレーフリに師事した。リッカルド・ムーティ、ベルナルト・ハイティンク、コリン・メターズ、マリオ・ヴェンツァーゴのマスタークラスを受講。
2013年には、キプロスで開催されたソロン・ミケリデス指揮者コンクールで2位に入賞した。2015年には、ロレンツォ・ヴィオッティ、ジリ・ローゼンとともに、ザルツブルク音楽祭の若手指揮者賞にノミネートされ、マルコ・コンペティションで賞を受賞した。
シュレキーテは、2016/17年から2シーズンにわたり、クラーゲンフルト市立劇場の初代学長を務め、モーツァルトの『後宮からの誘拐』、『魔笛』、『ドン・ジョヴァンニ』、レハールの『微笑みの国』、ドニゼッティの『マリア・ストゥアルダ』、ヴェルディの『椿姫』、チャイコフスキーの『白鳥の湖』を指揮した。2018年のザルツブルク音楽祭では、モーツァルトの作品を子ども向けに舞台化した『子どものためのオペラ-Die Zauberflöte』の公演を指揮した。
2018/19シーズンには、フランクフルト放送交響楽団とセッチェ・シュターツカペレ・ドレスデンの両方を初めて指揮し、ゼンパーオーパーでジョルジュ・ビゼー、ユッカ・リンコラ、モーツァルトの作品のコンサートを指揮した。チューリッヒ・オペラハウスでは、バリー・コスキーによる新演出でシュレーカーの「烙印を押された人々 』を指揮した。また、ゲヴァントハウス管弦楽団を率いて、ライプツィヒ歌劇場ではフンパーディンクの『ヘンゼルとグレーテル』を、バーゼル歌劇場ではモーツァルトの『魔笛』を、マインツ州立劇場ではパスカル・デュサパンの『ペレラ、煙の男』を指揮した。
また、ローザンヌ室内管弦楽団、ブルノ・フィルハーモニー管弦楽団、ヨーテボリ交響楽団、ルクセンブルグ・フィルハーモニー管弦楽団、ロイヤル・ストックホルム・フィルハーモニー管弦楽団、ノールショーピング交響楽団を指揮している。2021/22年シーズンより、ブルーノ・ヴァイルの後継者として、リンツ・ブルックナー管弦楽団のエルステ・ガストディリジェンティン（第一客演指揮者）に任命されている。2021年7月、プーランクの『カルメル会修道女の対話』を指揮してフランクフルト・オペラにデビューした。新型コロナウイルスの感染拡大防止の為の規制により、オーケストラは室内楽版に縮小され、女声合唱団は3層目に配置された。指揮者はインタビューで、一緒にプロジェクトを行う前から舞台監督のクラウス・グートの作品のファンだったと語っている。2021年9月には東京文化会館で当初予定されていたリオネル・ブランギエに代わって宮本亞門が演出したモーツァルトの『魔笛』を指揮した。

## 受賞歴
- 2013年: マイクリーディーズ国際指揮者コンクール第2位（1位なし）[3]
- 2015年: ネスレ・ザルツブルク・ヤング・コンダクターズアワードノミネート[1][3]
- 2015年: マルコ国際指揮者コンクール[12]
- 2018年: インターナショナル・オペラ・アワード「年間最優秀新人賞」ノミネート[13]